# ویلم کلس هدا
ویلم کلس هدا (هلندی: Willem Claesz. Heda; ۱ ژانویهٔ ۱۵۹۴ – ۱ ژانویهٔ ۱۶۸۰) نقاش اهل هلند بود.
وی در عصر طلایی نقاشی هلند در قرن ۱۷ میلادی زندگی میکرده و بیشتر آثارش با موضوع طبیعت بی‌جان بوده است. 

## نگارخانه

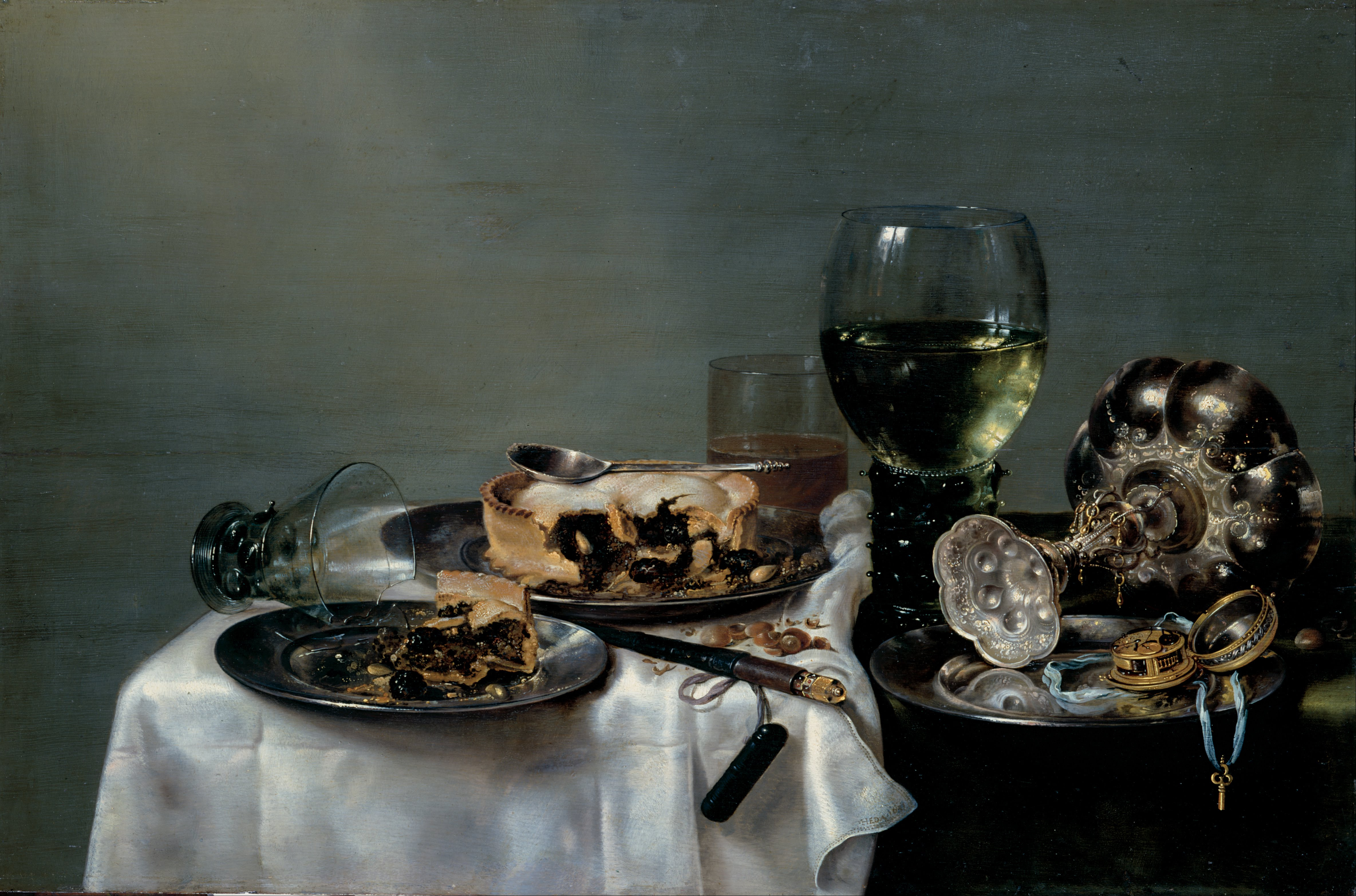
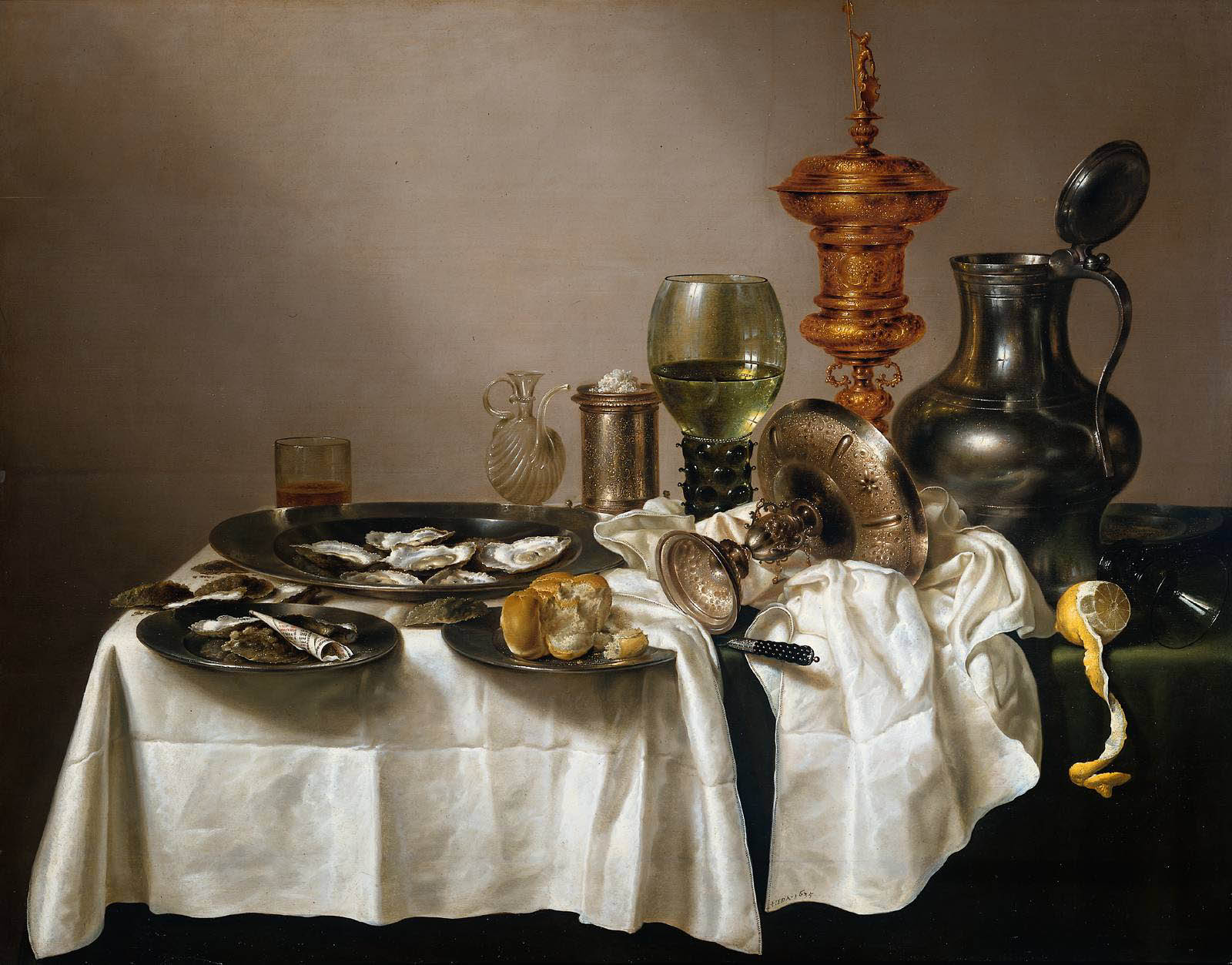
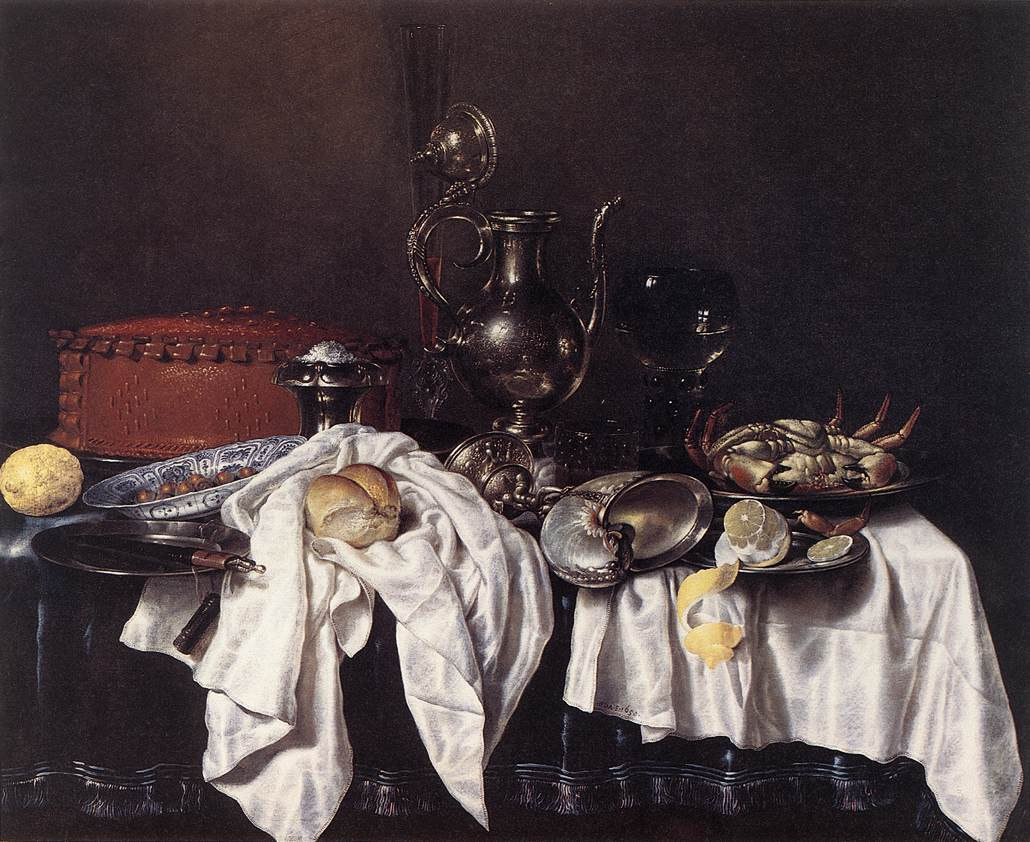
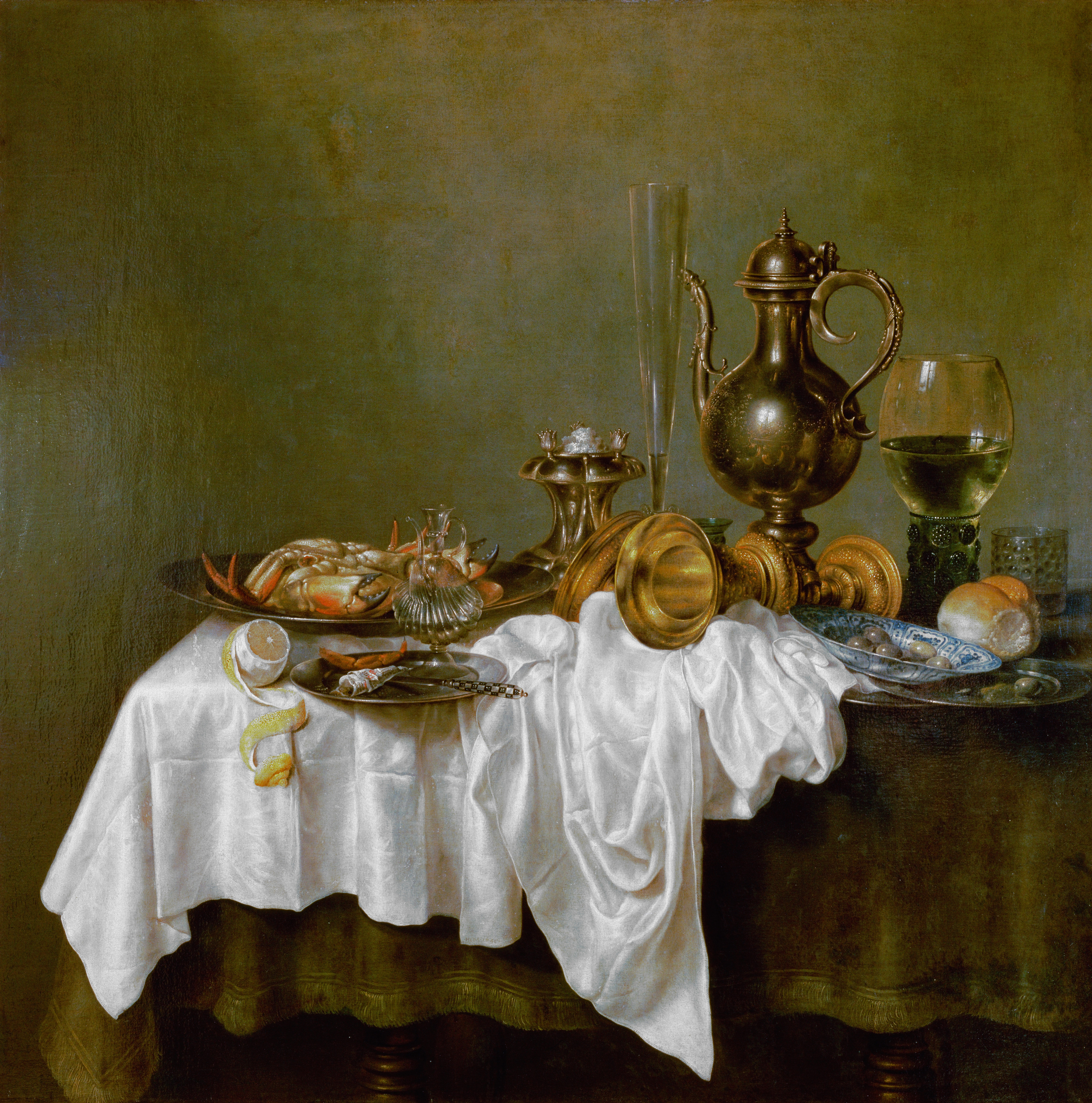
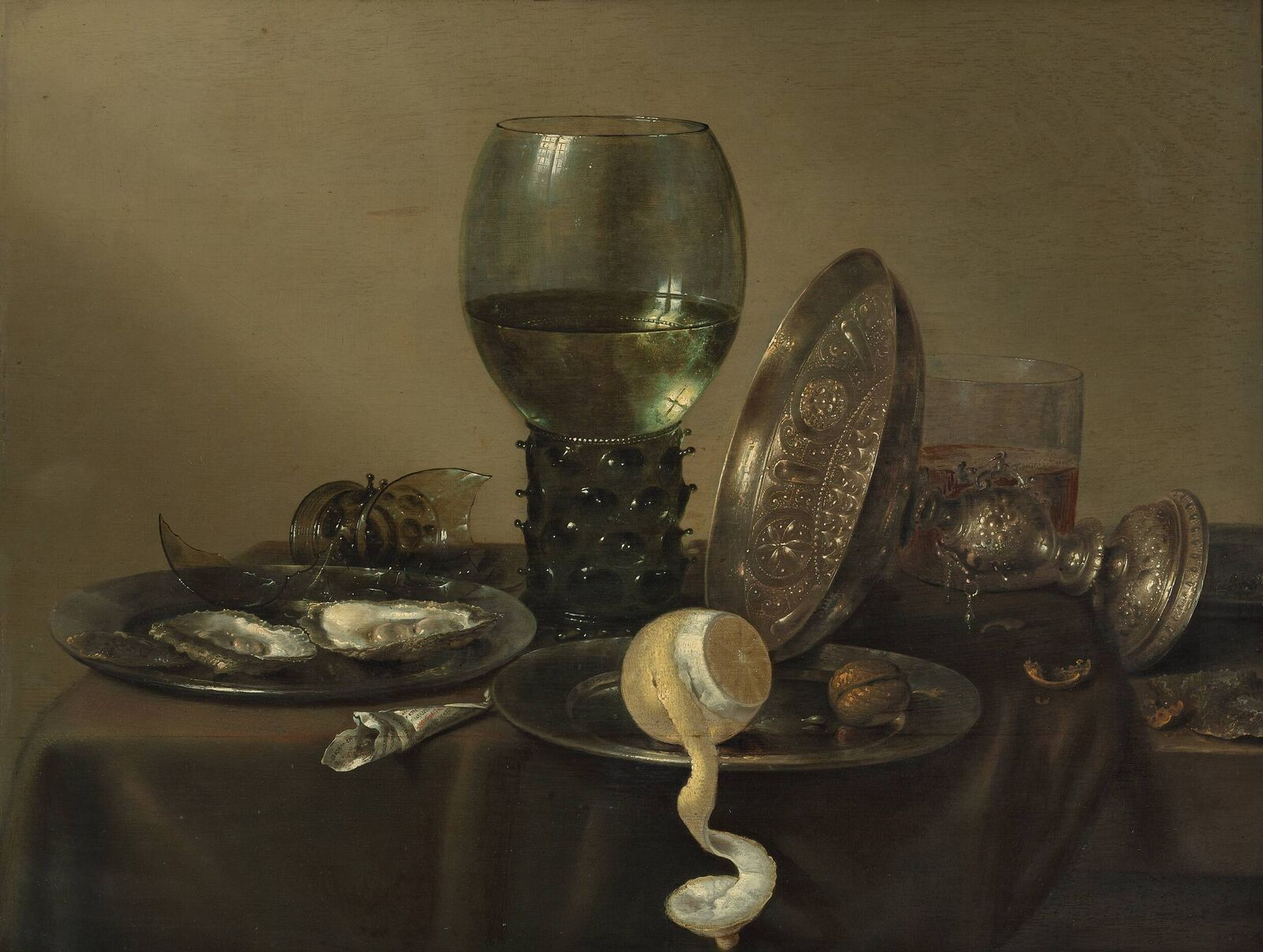